# Struthio dmanisensis
Struthio dmanisensis (страус велетенський) — викопний вид птахів із роду Страус родини Страусові. Мешкав в пізньому пліоцені та ранньому плейстоцені (1,5—1,8 млн років тому). Наукову назву отримав за містом Дманісі в південній Грузії.

## Опис
Заввишки були від 3 до 3,5 м. Вага доходила до 450 кг. З огляду на це дослідники розглядають цього страуса найбільшим з будь-коли знайдених птахів Північної півкулі. Цей птах мав витончені і довгі кінцівки.

## Спосіб життя
Волів до широких степів і саван. Досить добре бігав, але поступався за швидкістю сучасним страусам. Стосовно денного або нічного способу життя Struthio dmanisensis ведуться дискусії. Можливо, на цих птахів полювали тогочасні люди. Природними ворогами були шаблезубі кішки.

## Розповсюдження
Рештки виявлено у Грузії та гірській частині Кримського півострова (Україна).